# Гадаборш
Гадаборш (ингуш. Гадаборш-ЦӀенге) — село в Джейрахском районе Ингушетии. Входит в сельское поселение Гули.

## География
Расположено на юге Республики Ингушетия, недалеко от реки Тетрицкали в 14 километрах к северо-востоку от Гули, административного центра поселения. Ближайшие населенные пункты: Оздиг, Кхяхк, Лейми.

### Часовой пояс
Село Гадаборш, как и вся республика Ингушетия, находится в часовой зоне МСК (московское время). Смещение применяемого времени относительно UTC составляет +3:00.

## Население
| 1926 | 2010 |
| ---- | ---- |
| 0    | →0   |

## Инфраструктура
Отсутствует.